# Reporter (tidning)
Reporter var en svenskspråkig tidning som utkom 1986–1995 och fokuserade på gayfrågor. Tidningen, som utgavs av Stiftelsen Rosa Triangeln, var månatlig, innehöll nyheter, kultur och reportage och hade en upplaga på 6 000 exemplar (1994). Reporter fick ett statligt kulturtidskriftsstöd på 100 000 kronor, som halverades 1994 och drogs in 1995. Samma år begärdes tidningen i konkurs, bland annat på grund av svag annonsförsäljning.
Tidningen startades av journalisterna Dodo Parikas, Martin Loeb och Jon Voss med syfte att vara en oberoende tidning som rapporterade om frågor kring homo- och bisexuella och senare även transfrågor. Tidningen QX började som en nöjesbilaga i Reporter februari 1995 och blev sedan en egen publikation. Queerprofiler som journalisten Mian Lodalen och fotografen Elisabeth Ohlson inledde sina karriärer som skribenter för Reporter på 1980-talet.
Reporter startades samma år som Revolt lades ner och övertog på många sätt dess roll som en viktig del av den svenska gayrörelsen på 1980-talet. Det var den första nyhetspublikationen som riktade sig huvudsakligen till både lesbiska och bögar och som fanns till allmän försäljning. Då tidningen var tillgänglig genom Pressbyrån markerade den att det svenska homosamhället gått in i ny fas; nu handlade det inte enbart om att bilda organisationer, utan även om att skapa en homosexuell mediekultur.
I februari 1995 döptes Reporters nöjesbilaga om till QX, en förkortning av Queer Xtra. Efter att tidningen försatts i konkurs i juli 1995, efter 99 nummer, grundades snart en ny tidning av bland andra, John Voss, som fick namnet QX.